# Barbora Bočková
Barbora Bočková (* 17. listopadu 1989, Třebíč) je česká herečka a fyzioterapeutka.

## Biografie
Barbora Bočková se narodila v roce 1989 v Třebíči, od dětství se věnovala moderní gymnastice, vystudovala základní školu Kpt. Jaroše v Třebíči a následně nastoupila na Katolické gymnázium v Třebíči, které absolvovala a odešla do Prahy, kde nastoupila na studium oboru fyzioterapie na Fakultě tělovýchovy a sportu na Univerzitě Karlově v Praze. Posléze se začala věnovat fyzioterapii. Již během studia se však začala věnovat divadlu v amatérském souboru Korek působícím na Právnické fakultě UK v Praze. Později nastoupila na studium Katedry alternativního a loutkového divadla na DAMU, kterou absolvovala v roce 2018. Posléze nastoupila na hostování do Divadla Na zábradlí, kde se posléze v roce 2018 stala herečkou ve stálém angažmá. Působila také v divadle DISK nebo Divadle Komedie.
V roce 2021 získala první filmovou roli ve filmu Zátopek, posléze hrála např. ve filmu Promlčeno moderátorku Evu Sommerovou a v roce 2022 začala hrát kapitánku Adélu Čulíkovou v seriálu Případy 1. oddělení. V divadle odehrála např. roli Mary Watson v Podivuhodném případu pana Holmese.

## Filmografie
- 2018: Metanol (TV film)
- 2021: Zátopek
- 2022: Promlčeno
- 2023: #annaismissing

## Osobní život
Jejím partnerem byl do konce roku 2023 Vojtěch Vondráček.